# Phare de Whitgift
Le phare de Whitgift était un phare situé dans le petit hameau de Whitgift, à environ 6 km à l'est de Goole, au fond de l'estuaire Humber, dans le comté du Yorkshire de l'Est en Angleterre.
Ce phare est géré par l'autorité portuaire de Hull et Goole.

## Histoire
Le phare de Whitgift a été érigé juste au nord du village à la fin du 19e siècle, sur la rive sud de la rivière Ouse pour marquer l'Aire and Calder Navigation. C'est une tour de cinq étages sur une base octogonale en pierre, avec galerie et lanterne, peinte en blanc-crème. Il émet une lumière fixe rouge.
Identifiant : ARLHS : ENG-185 - Amirauté : A2571.9 .

### Lien connexe
- Liste des phares en Angleterre